# Moldauische Sozialistische Sowjetrepublik
Die Moldauische Sozialistische Sowjetrepublik, teilweise auch Moldawische Sozialistische Sowjetrepublik (moldauisch Република Советикэ Сочиалистэ Молдовеняскэ / Republica Sovietică Socialistă Moldovenească, rumänisch Republica Sovietică Socialistă Moldovenească, russisch Молда́вская Сове́тская Социалисти́ческая Респу́блика / Moldawskaja Sowjetskaja Sozialistitscheskaja Respublika, Abkürzung MSSR), war von 1940 bis 1991 eine Unionsrepublik der Union der Sozialistischen Sowjetrepubliken. Das Staatsgebiet umfasste im Wesentlichen die historische Landschaft Bessarabien zwischen mittlerem Pruth und Dnister.
Die Moldauische SSR wurde 1924 als Moldauische ASSR in der Ukrainischen SSR gebildet. Am 26. Juni 1940 zwang die Sowjetunion Rumänien, Bessarabien und die Nordbukowina herauszugeben. Anfang August 1940 wurden diese Gebiete mit der Moldauischen ASSR vereinigt und zur SSR erhoben.
1991 wurde der Name der Moldauischen SSR zunächst in Republik Moldau geändert. Diese erklärte sich kurz nach dem Augustputsch in Moskau, der den Zerfall der Sowjetunion beschleunigte, am 27. August 1991 für unabhängig.

## Geschichte

### Gründung im Jahr 1940
Nach dem Ende des deutschen Westfeldzugs mit der Unterzeichnung des Waffenstillstands von Compiègne am 22. Juni 1940 sah die Sowjetunion den Zeitpunkt gekommen, die Rückgabe Bessarabiens nach 22 Jahren (aus ihrer Sicht widerrechtlicher) Zugehörigkeit zu Rumänien zu erreichen. Mit dem besiegten Frankreich hatte Rumänien seinen engsten Bündnispartner verloren. Am 28. Juni 1940 besetzte die sowjetische Rote Armee das Territorium Bessarabiens. Rumänien bekam zuvor ein 48-stündiges Ultimatum zur Abtretung gestellt, dem es kampflos nachkam. Wie im Geheimen Zusatzprotokoll des deutsch-sowjetischen Nichtangriffspakts von 1939 verabredet, duldete das Deutsche Reich die Besetzung. Gegenüber der Sowjetunion bekundete es sein Desinteresse an der Bessarabischen Frage, aber nicht am Schicksal der dort lebenden etwa 93.000 Bessarabiendeutschen. Deren Umsiedlung ins Deutsche Reich im Herbst 1940 ermöglichte der am 5. September 1940 geschlossene Umsiedlungsvertrag.
Am 2. August 1940 teilte die Sowjetunion Bessarabien und gründete für den größten Teil des Nordens und der Mitte des Bessarabiens die Moldauische Sozialistische Sowjetrepublik (MSSR). Der MSSR zugeschlagen wurden außerdem die Hälfte der Moldauischen ASSR, die bis dahin eine autonome Region der Ukrainischen SSR gebildet hatte. Der Süden Bessarabiens und das Gebiet im Norden um die Stadt Chotyn (Oblast Tscherniwzi) ging an die Ukrainische Sozialistische Sowjetrepublik (USSR).
Unmittelbar nach der Gründung der MSSR begann die Kollektivierung der Landwirtschaft, in deren Rahmen der Großgrundbesitz enteignet, Land an landlose Bauern verteilt und Sowchosen sowie Kolchosen gegründet wurden. Gleichzeitig setzte eine Welle der Repression mit Verhaftungen gegen die rumänische (moldauische) Bevölkerung, Deportationen von etwa 250.000 Personen und einer Ansiedlung von Russen, Ukrainern und Weißrussen ein. Die Deportation von Teilen der ethnisch rumänischen Bevölkerung begann am 12. und 13. Juli 1940, mit 29.839 „gegenrevolutionären und nationalistischen“ Familien aus der MSSR (18.392) und den Regionen Ismajil und Czernowitz (damals in der Ukrainischen SSR) in die Kasachische SSR, die Republik Komi, die Region Krasnojarsk, die Oblast Omsk und die Oblast Nowosibirsk. Die Betroffenen reisten tage- oder manchmal wochenlang in Viehwaggons. 1315 Waggons wurden in Bessarabien und 340 Waggons in der Region Czernowitz bereitgestellt. Einige der Deportierten wurden wegen „antisowjetischer Propaganda“ ohne Verurteilung erschossen. Die ethnische Zusammensetzung der Bevölkerung der Moldauischen SSR wurde durch Ansiedlungen von Ukrainern (ca. 600.000) bzw. Russen (ca. 562.000) stark verändert. Die Russifizierung erfolgte in insgesamt zwei Wellen, zunächst 1940 bei Gründung der MSSR, und dann 1945 kurz nach Ende des Zweiten Weltkrieges. Diese Politik richtete sich gegen die vermeintlich reaktionäre und konterrevolutionäre Opposition wie Gutsbesitzer, Kulaken (Großbauern), Großkaufleute, Mitglieder nichtkommunistischer Parteien und frühere Weißgardisten. Von der politischen Verfolgung und kollektiven Repressivmaßnahmen waren nur die Bessarabiendeutschen ausgenommen, die unter dem Schutz des Deutschen Reichs standen und bis November 1940 ausgesiedelt wurden.

### Deutsche und rumänische Besatzung (1941 bis 1944)

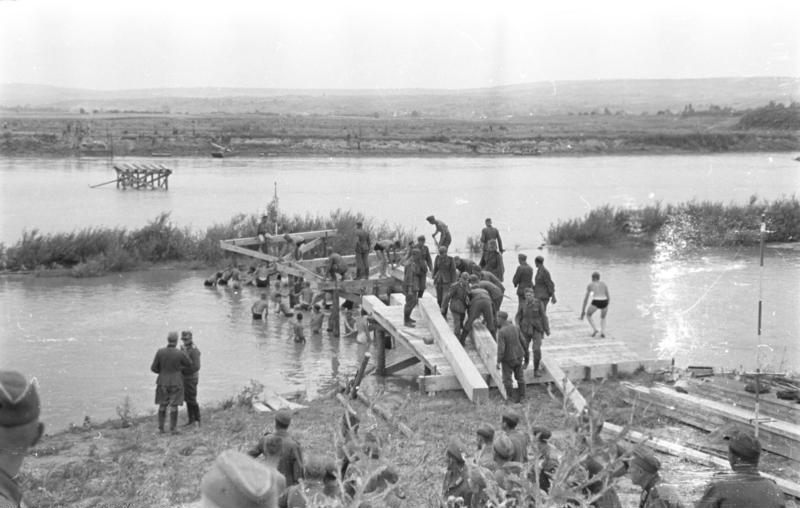
Behelfsbrückenbau der 11. Armee über den Pruth zur Wiedereroberung von Bessarabien am 1. Juli 1941

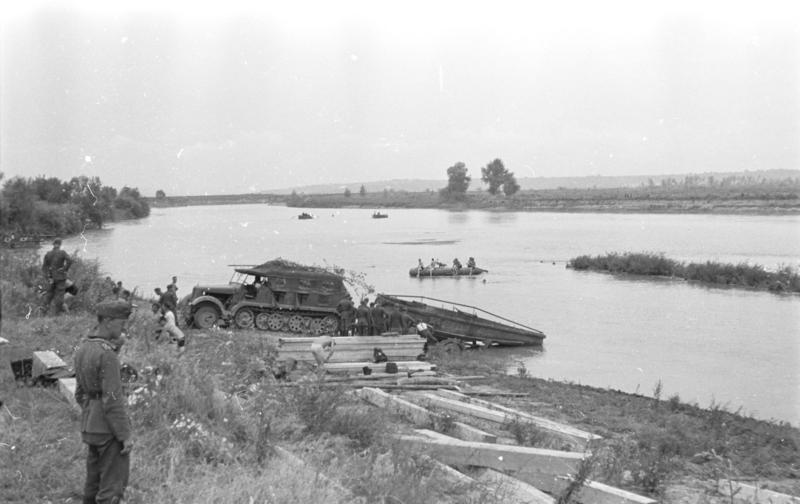
Behelfsbrückenbau über den Pruth

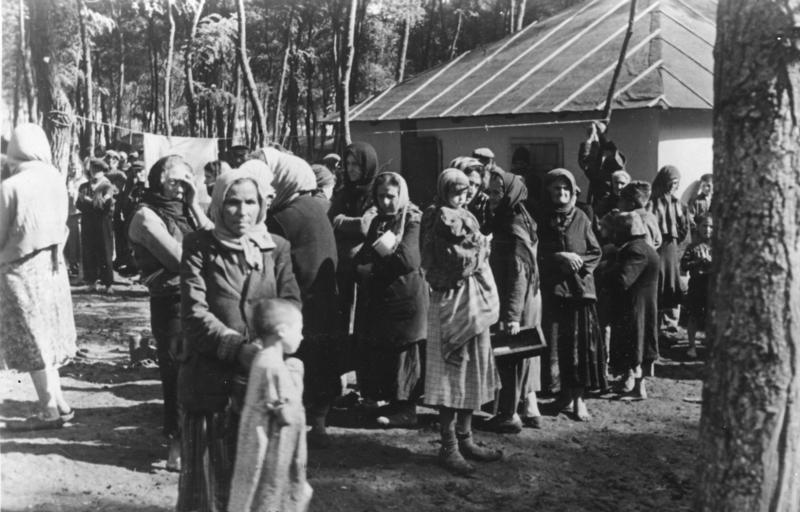
Juden in einem Lager in Bessarabien, September 1941

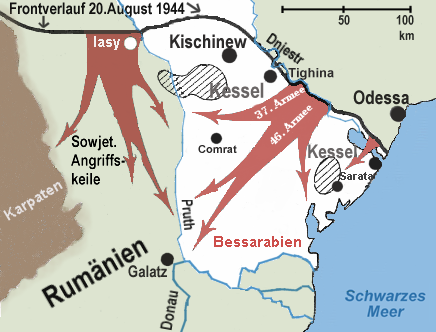
Operation Jassy-Kischinew als sowjetischer Großangriff im August 1944 in Bessarabien

Am 22. Juni 1941 begann mit dem Unternehmen Barbarossa der deutsche Angriff auf die Sowjetunion, an dem sich im Südbereich der Front etwa eine Million rumänische Soldaten der Armata Română beteiligten. Beim kriegsbedingten Rückzug hinterließen die Sowjets auch auf dem Gebiet der Moldauischen SSR verbrannte Erde und transportierten alle beweglichen Güter per Bahn in die RSFSR. Ende Juli 1941 stand das Land wieder unter rumänischer Verwaltung.
Bereits während der militärischen Rückeroberung begingen rumänische Soldaten unter Beteiligung von Teilen der ethnisch rumänischen Bevölkerung Pogrome gegen bessarabische Juden mit Tausenden von Toten. Der Hass beruhte teilweise darauf, dass man den Juden ein Paktieren mit der UdSSR vorwarf, die sie 1940 wegen Hitlers antisemitischer Vernichtungspolitik als Befreier ansahen. Gleichzeitig gab es Tötungsaktionen der SS-Einsatzgruppen (hier die Einsatzgruppe D) an Juden unter dem Vorwand, sie seien Spione, Saboteure oder Kommunisten. Die politische Lösung der Judenfrage war vom rumänischen Diktator Marschall Ion Antonescu jedoch eher durch Vertreibung als durch Vernichtung gewollt. Die jüdische Bevölkerung (ca. 200.000 Personen) kam zunächst in Ghettos oder Auffanglager, von wo sie 1941/42 bei Todesmärschen in Lager, wie beispielsweise das KZ Bogdanowka nach rumänisch okkupierten Transnistrien deportiert wurden, das teilweise, anders als das rumänische Mutterland, von der SS kontrolliert wurde. Die Roma in Bessarabien wurden in der Zeit des Nationalsozialismus ebenfalls Opfer von Verfolgung und Vernichtung (Porajmos).
Nach dreijähriger Zugehörigkeit zu Rumänien war 1944 die deutsch-sowjetische Front wieder bis an die östliche Landesgrenze am Dnister herangekommen. Am 20. August 1944 begann die Rote Armee mit etwa 900.000 Soldaten eine groß angelegte Sommeroffensive unter der Bezeichnung Operation Jassy-Kischinew. Mit einer Zangenoperation gelang es der Roten Armee das Gebiet der Moldauischen SSR in fünf Tagen einzunehmen. In Kesselschlachten bei Kischinew und Sarata wurde die nach der Schlacht von Stalingrad neu gebildete 6. deutsche Armee mit ca. 650.000 Soldaten aufgerieben. Zeitgleich mit dem erfolgreichen russischen Vorstoß kündigte Rumänien das Waffenbündnis mit Hitler und wechselte die Fronten. Am 23. August 1944 wurde in Rumänien Marschall Ion Antonescu abgesetzt und König Michael I. wiedereingesetzt.

### Deportationen 1949
Die Moldauische Sozialistische Sowjetrepublik wurde 1945 wieder hergestellt und das Politbüro der Kommunistischen Partei der Sowjetunion veranlasste mit Beschluss Nr. 1290-467cc vom 6. April 1949 die Deportation von 11.280 Familien (= 40.850 Menschen) aus der MSSR, die als mögliche politische Gegner galten. Die zweitägige Aktion begann am 6. Juli 1949 um 02.00 Uhr und endete am 7. Juli 1949 um 20.00 Uhr. Es wurden 11.293 Familien (= 35.796 Menschen) festgenommen und enteignet. Der Transport erfolgte in 1573 Viehwaggons.

### Entwicklung einer Nationalbewegung
Das lateinische Alphabet wurde in der MSSR für die moldauische Sprache durch das in der Moldauischen ASSR bereits 1937 eingeführte kyrillische ersetzt. Außerdem wurde während der Sowjetherrschaft die rumänischsprachige Bevölkerung darin bestärkt, Russisch zu sprechen, was eine Voraussetzung für höhere Bildung, gesellschaftliches Ansehen und politische Ämter war. Seit Mitte der 1980er Jahre entwickelte sich aber dagegen eine Nationalbewegung der rumänischsprachigen Bewohner in der Moldauischen Republik. Sie bekam politisch ein immer größeres Gewicht, übernahm schließlich noch vor dem Zerfall der Sowjetunion die Macht und spielte eine wichtige Rolle bei der Unabhängigkeitserklärung des Landes. 1989 wurde daher Russisch als zweite Amtssprache abgeschafft und die Rückkehr zur rumänischen Sprache in lateinischer Schrift beschlossen. Auch gab es starke Bestrebungen, das Land mit Rumänien zu vereinigen. Dem widersetzten sich die ukrainischen, russischen und gagausischen Minderheiten.

### Ende der Moldauischen SSR
1991 wurde der Name der MSSR zunächst in Republik Moldau geändert. Diese erklärte sich kurz nach dem Augustputsch in Moskau, der den Zerfall der Sowjetunion beschleunigte, am 27. August 1991 unter Führung von Mircea Ion Snegur für unabhängig. Die Unabhängigkeitsdeklaration Moldaus nannte Rumänisch als Amtssprache. Bei der Präsidentschaftswahl am 8. Dezember 1991 wurde Snegur als einziger Kandidat mit 98 % der Stimmen zum Staatspräsidenten gewählt.

## Beziehung zu Rumänien
Während der Sowjetzeit wurde die rumänische Sprache, die vom größten Teil der Bevölkerung als Muttersprache gesprochen wurde, aus politischen Gründen in der Moldauischen SSR in „Moldauisch“ umbenannt, um die Verbindungen zu Rumänien und den Rumänen zu unterbrechen. Moldauischen Sowjetbürgern war es nicht erlaubt, nach Rumänien zu reisen. Rumänischen Staatsbürgern wurde die Einreise in die Sowjetrepublik nicht gestattet, in seltenen Fällen (und erst ab den 1980er Jahren) durften sie Verwandte besuchen. Der Briefverkehr wurde zensiert. Erst nach der Rumänischen Revolution 1989 konnten nach 45 Jahren Unterbrechung die Beziehungen zu Rumänien normalisiert werden.